# NVIDIA BR03
BR03全稱Bridge Revision 03，是NVIDIA公司隨GeForce 7900 GX2推出的接橋晶片，它是早期Quad SLI技術的根本。

## 產品介紹
BR03擁有48條PCI-E通道，其中32條用於連接顯示核心，每個核心獨享16條；另外16條用於連接主機板晶片組中的PCI-E匯流排，其頻寬上下行均為4GB/s（等效8GB/s）。BR03的優點是具有極好的相容性，基本上支援任何主機板，即使有主機板不支援，通過更新BIOS即可解決。受限於組建Quad SLI的高成本，只有GeForce 7900 GX2，其升級優化版GeForce 7950 GX2，專業級的Quadro FX 4500X2採用了BR03晶片。